# Aradi és Csanádi Egyesült Vasutak

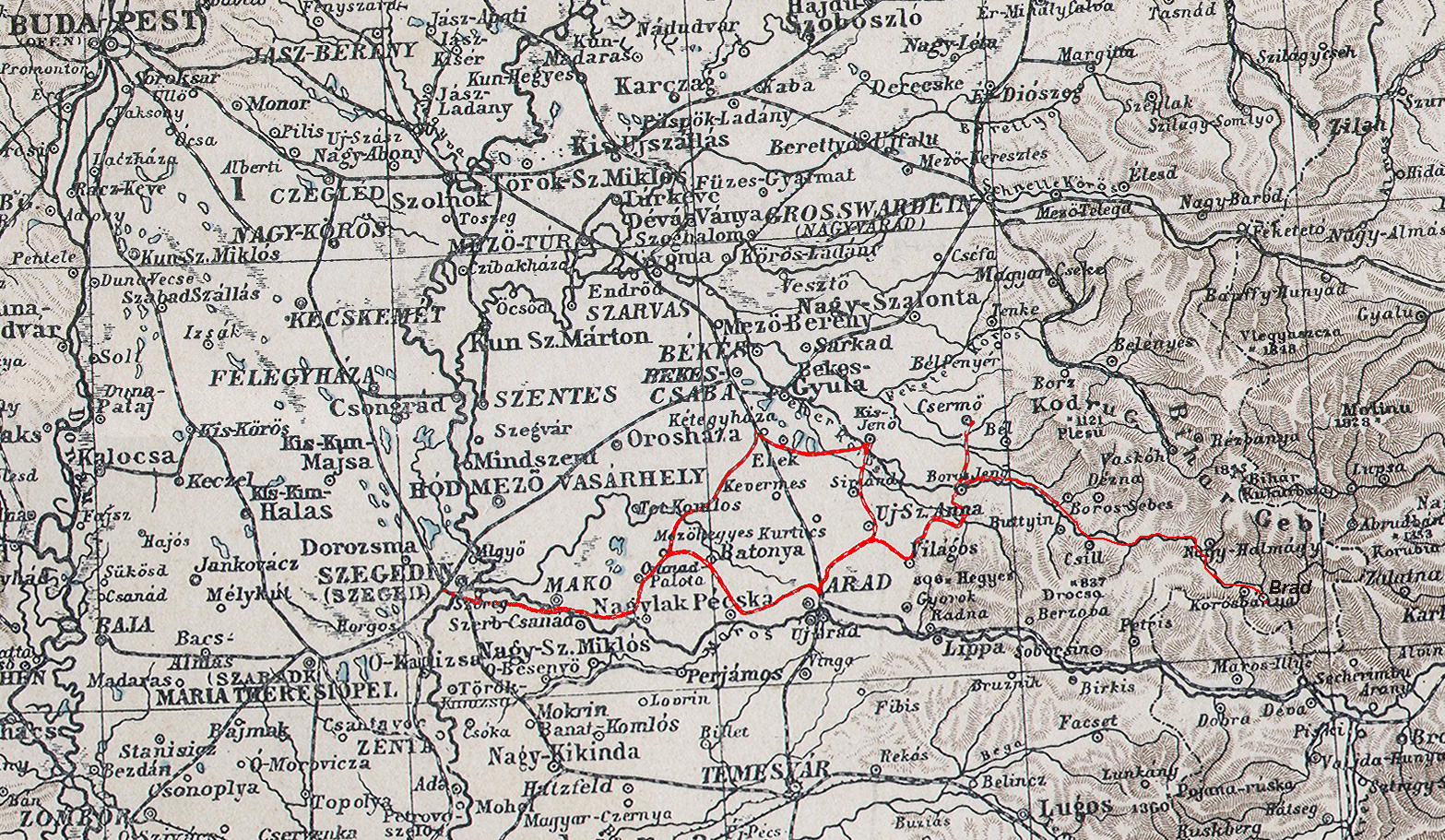
Streckennetz der ACsEV 1910

Die Aradi és Csanádi Egyesült Vasutak (Abkürzung: ACsEV, deutsch Arader und Csanáder vereinigte Eisenbahnen) war ein Eisenbahnunternehmen in Ungarn. Die Privatbahn entstand 1886 durch die Fusion der Arad–Körösvölgyi Vasút mit der Arad–Csanádi Vasút. Nach 1919 lag mehr als die Hälfte des Streckennetzes in Rumänien. Der in Ungarn verbliebene Teil firmierte fortan als Szeged–Csanádi Vasút. 1945 wurde die Gesellschaft verstaatlicht.

## Arad–Körösvölgyi Vasút
Die Gesellschaft Arad–Körösvölgyi Vasút (Arad-Köröstaler Eisenbahn) wurde 1873 gegründet. Mit ministerieller Erlaubnis vom 24. Mai 1875 begannen die Bauarbeiten im Jahr 1876, die einzelnen Streckenabschnitte wurden wie folgt fertiggestellt:
- 1. Februar 1877: Arad – Pankota (40 km)[1]
- 12. Mai 1877: Pankota – Borosjenő (21 km)[1]
- 25. September 1881: Borosjenő – Borossebes (26 km)

Anfangs standen drei Lokomotiven und 68 Wagen zur Verfügung.

## Arad–Csanádi Vasút
Die Arad–Csanádi Vasút (Arad-Csanader Bahn) erhielt 1881 ihre Konzession und stellte ihre Teilstrecken in relativ kurzer Zeit fertig:
- 5. November 1882: Szőreg – Kiszombor (19 km)
- 15. November 1882: Arad  – Mezőhegyes (32 km)[2]
- 5. Januar 1883: Kiszombor – Makó (5 km)
- 20. Mai 1883: Makó – Mezőhegyes – Kétegyháza (77 km)

## Aradi és Csanádi Egyesült Vasutak

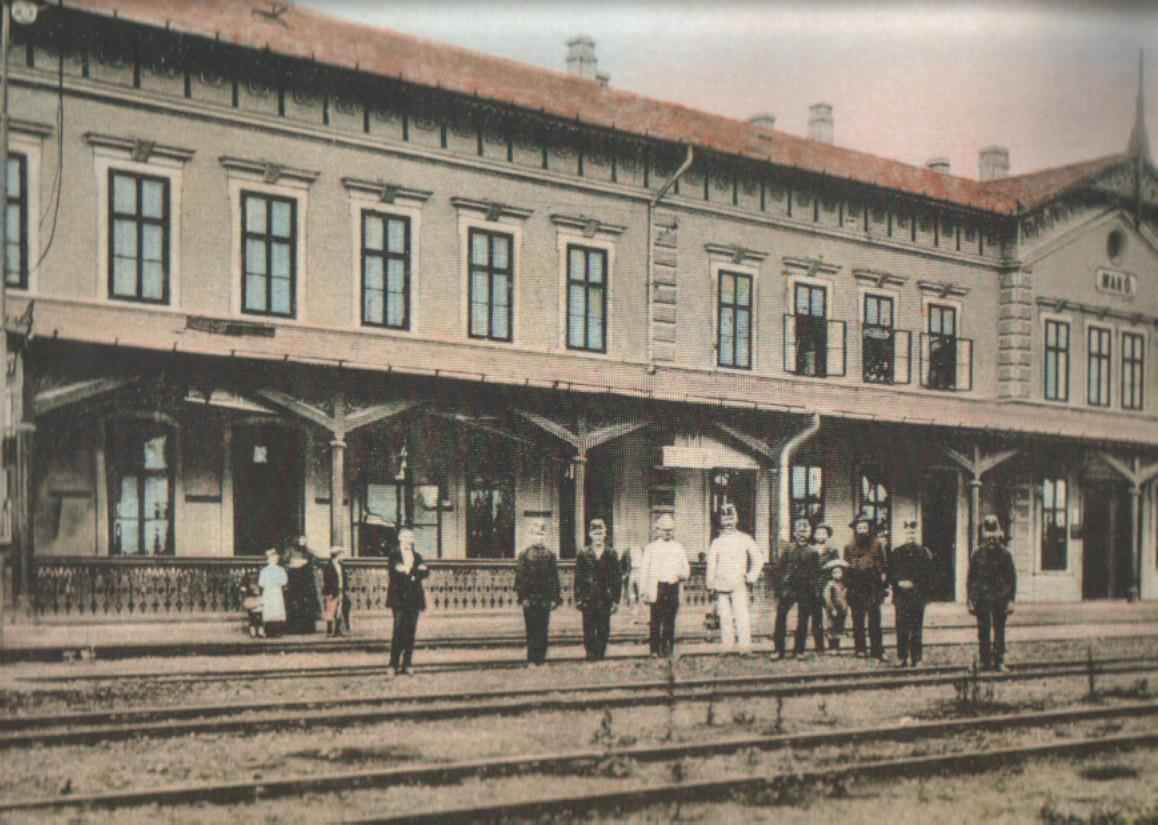
Bahnhof in Makó 1900

1886 fusionierten beide Bahngesellschaften zur Arader und Csanáder Eisenbahnen Vereinigte Aktien-Gesellschaft. Firmensitz war Arad. Die Strecke im Tal der Fehér-Körös/Crișul Alb/Weißen Kreisch wurde in den Jahren 1889 bis 1896 noch flussaufwärts bis Brád verlängert.

### Strecken
1910 war ihr Netz 391 Kilometer lang, eingleisig und normalspurig. Es existierten zwei Haupt- und drei Nebenstrecken:
- Arad** = Új-Szent-Anna (Sântana) – Pankota (Pâncota) – Borosjenő (Ineu) – Borossebes (Sebiș) – Brád (Brad) (167 km)
  - Új-Szent-Anna (Sântana) = Kisjenő (Chișineu-Criș) ≠ Kétegyháza ♁** (49 km, durch einen 120°-Knick in Kisjenő eigentlich zwei Strecken)
  - Borosjenő – Csermő (Cermei) ♁ (14 km)
- Arad** ≠ Mezőhegyes ♁ – Nagylak (Nădlac) – Apátfalva – Makó* – Kiszombor – Szőreg* ▬ Szeged* (121 km)
  - Mezőhegyes – Kovácsháza° – Kétegyháza** (40 km)

Zeichenerklärung: 1910–1918:
** Anschluss an die Staatsbahn-Strecke Szolnok – Arad – Temesvár (Timișoara)
* Anschluss an andere MÁV-Strecken
▬ Mitbenutzung der MÁV-Strecke
° Anschluss der schmalspurigen Alföldi Első Gazdasági Vasút (AEGV)
Aktuelle Situation:
= heute Teil der C.F.R.-Strecke 310 Arad – Oradea
≠ heute unterbrochen
(in Klammern: rumänische Namen)
♁ Link zum Geodatum des Bahnhofs

### Fahrzeuge

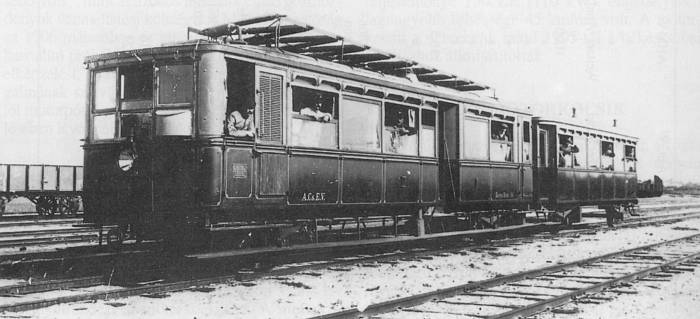
Benzinelektrischer Triebwagen der ACsEV

Ende 1910 verfügte die Gesellschaft über 41 benzinelektrische Weitzer-De Dion-Bouton-Triebwagen, 37 dazu passende Beiwagen, 38 Lokomotiven, 41 Personenwagen, 30 Gepäckwagen mit Dienstabteil, neun Postwagen und 2069 Güterwagen.
Durch den 1903 versuchsweise begonnenen und ab 1906 vorherrschenden Triebwageneinsatz war die Gesellschaft technisch eine der modernsten der Welt. Die Triebwagen fuhren sowohl als Schnellzüge als auch als normale Personenzüge, ebenso als Postzüge.

## Szeged–Csanádi Vasút
Nach dem Ersten Weltkrieg kamen durch den Friedensvertrag von Trianon große Teile des Netzes an Rumänien. Sie wurden in die rumänische Staatsbahn Căile Ferate Române (C.F.R.) integriert: seit 1923 von der CFR betrieben, im Jahr 1927 verkauft. 

Der in Ungarn verbleibende Teil, knapp die Hälfte, wurde seit 1923 von der Raab-Oedenburg-Ebenfurter Eisenbahn, ungarisch Győr-Sopron-Ebenfurti Vasút (GySEV) betrieben. Seit 1927 firmierte der Restbetrieb als Szeged–Csanádi Vasút (Szeged–Csanáder Eisenbahn). 1945 wurde dieser von der ungarischen Staatsbahn Magyar Államvasutak (MÁV) übernommen.